# Emelianthe panganensis
Emelianthe es un género monotípico de arbustos  perteneciente a la familia Loranthaceae. Su única especie: Emelianthe panganensis 	(Engl.) Danser, es originaria del este y nordeste seco de  África. 

## Descripción
Son arbustos que alcanzan los 0.5-2 m de altura. Las hojas son alternas y penninervadas. Las inflorescencias se producen en umbelas sobre un corto pedúnculo. El fruto es una drupa obovoide.

## Taxonomía
Fue descrita por Benedictus Hubertus Danser y publicado en Verhandelingen der Koninklijke Nederlandsche Akademie van Wetenschappen. Afdeeling Natuurkunde; Tweede Sectie  29(6): 53 en el año 1933. La especie tipo es Emelianthe panganensis (Engl.) Danser.

## Sinonimia
- Loranthus panganensis Engl.
- Emelianthe panganensis (Engl.) Danser subsp. panganensis
- Emelianthe panganensis subsp. commiphorae Wiens & Polhill[2]